# 泰國鬥魚
泰國鬥魚（學名：Betta splendens）原產於泰國、馬來西亞，中文名為「五彩搏魚」，別名「暹羅鬥魚」，英文名“Siamese fighting fish”，為絲足鱸科搏魚屬，是美麗且容易飼養的觀賞魚，此魚是名副其實的鬥魚，另外鬥魚具有迷器，是攀鱸亞目魚類的一種呼吸補助器官，迷器可以使魚類在低溶氧的水域環境中存活。
其鱼体通常是蓝色和红色，常见体长6厘米，鳍形形态多样，性情善斗。通常几条雄鱼遇到一起就会发生争斗，甚至雄鱼看到镜子里的自己也会准备战斗。当面对对手，其就会竖起鳃盖、展开鱼鳍拼杀。当战斗结束，通常即便得胜的鱼也会精疲力竭而死。其他特征特色為體型小，體色豔麗，飽滿和飄逸的魚鰭形狀是展示級泰國鬥魚的最大特徵，同時也是各品系分辨的依據，但此特色只會出現在雄魚身上，雌魚則無此特徵。
在百年的鬥魚人工飼養的過程中，原本這個「品種改良」的中心一直圍繞在鬥魚博鬥的部分，增強其打鬥的能力要來的比觀賞更具有其「價值」。
但是在1989-1990年初期，歐美一些國家改良出了尾鰭優美、體色艷麗的展示級泰國鬥魚，其觀賞價值遠遠高于打鬥的價值
這種有別於傳統做為觀賞魚上市的泰國鬥魚，出現在市場上所引起的轟動是可想而知的，之後甚至出現了以研究泰國鬥魚品系的全球性泰國鬥魚協會I.B.C.(International Betta Congress)，不但每年舉辦觀賞性泰國鬥魚的比賽(Best Of Show)品評一年度以來產生的展示級泰國鬥魚，更集結了一些水族專家和愛好者對泰國鬥魚進行更為深入地研究和改良。

## 品種
泰國鬥魚依尾型分出下列類別：
- 馬尾（Veiltail Betta，VT）：尾鰭向下拖長類似馬尾，按照尾鰭末端是否集束又可分為桃型尾與紗尾。
- 梳尾鬥魚 （Combo Tail，CBT）：此類的鬥魚的尾巴形狀為梳尾形式。馬尾鬥魚跟梳尾鬥魚差別在放梳尾鬥魚的臀鰭跟尾鰭的未端為鋸齒狀。 梳尾鬥魚為馬尾鬥魚改良出來的品種，所以一般都比馬尾鬥魚的價值貴一點。

以下鬥魚稱為展示級鬥魚，可分為冠尾，扇尾（三角尾，超級三角尾，半月，超半月），雙尾鬥魚，短尾鬥魚。
- 冠尾（Crowntail Betta，CT）：別名獅王鬥魚。其特徵在於背鰭，臀鰭跟尾鰭的未端的鰭條有細長的魚骨並且延伸出去。依照冠尾的叉數不同可分為： 二叉， 四叉， 八叉和國王冠尾。 國王冠尾是冠尾鬥魚中的極品， 其最大的特徵是尾鰭的鰭條是交叉形狀的。

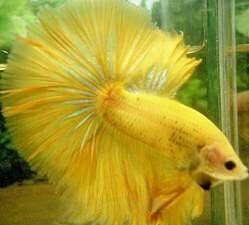

另外， 半月還有延伸出一種， 稱為玫瑰尾（Rose Tail）
- 玫瑰鬥魚 （Rose Tail）： 其特徵在於尾鰭的邊緣形成摺疊現象。
- 巨型（Giant Betta，GT）：體型為一般泰國鬥魚三倍大。

市場上有因鱗片反光而命名的龍麟鬥魚，也有因胸鰭巨大貌似大象耳朵而命名的大象鬥魚，甚至也有白子鬥魚及短身鬥魚。鬥魚的售價因類別不同而有高低差別，有時一隻鬥魚同時帶

## 飼養
食性为杂食性，其适宜水温为24摄氏度，由于雄鱼性情善斗，因此一个水族箱只能养一条雄鱼。
泰國鬥魚飼養建議水量是至少10公升/條。泰國鬥魚有攻擊性，除非要繁殖，否則建議單獨飼養。供給成魚的飼料一天只要吻部大小的1至2倍就足夠，但若是準備繁殖的個體，可提高餵食與換水頻率。即使泰國鬥魚有迷鰓器官，可以直接從空氣中取得氧氣，但是這並不影響其在水中呼吸。
安裝海綿過濾器或空氣幫浦等設備能有助於維持魚缸環境的安穩，並提供泰國鬥魚更多樣的飼養環境，使泰國鬥魚能更好地展現天性。
泰國鬥魚喜歡生活在有各種草葉遮蔭的地方，因為這些躲藏處能避免他們被掠食者發現，獲得安全感。因此，在魚缸內設置造景是一件很重要的事情，藉此滿足他們的天性，進而減少泰國鬥魚的壓力。
健康的泰國鬥魚並不會被一般樹枝、樹葉邊緣刮破魚鰭。

## 繁殖
其繁殖为巢性卵，然后泰國鬥魚只要觀察腹部是否渾圓飽滿，且具有隨生殖成熟而日漸突起的白色生殖突，即可分辨出母魚。
繁殖前須確保公母魚都開始發情。公魚若發情便會開始吐泡巢，母魚若發情便會在身上出現縱紋。為避免公魚誤食幼魚或受精卵，應在繁殖前給予公魚足夠的食物，並且不在公魚顧幼時投餌。然後將母魚放置在魚缸旁邊刺激公魚。待公魚吐的泡巢夠大且有一定厚度時便可將已發情的母魚放入缸中配對。這時公魚會追逐母魚。等待一天後，觀察泡巢上面有沒有卵，如有則可將母魚撈出。
鬥魚卵孵化期約須兩至三天，公魚在這期間會停止進食，並持續修補泡巢。出生的幼魚大約需要一到兩週的時間獨立，一般是以會平游做為幼魚能夠獨立的依據，而在這之前公魚會將掉落水中的幼魚或卵用嘴拾回泡巢內。幼魚獨立後便可將公魚撈出另外飼養。撈出公魚後，由於泰國鬥魚是屬於泡巢型的繁殖方式，泡巢型鬥魚的仔魚口裂程度比較迷你，吃不下豐年蝦無節幼蟲或粉末狀幼魚飼料，故飼主需提前準備藻水或汽水微蟲，在仔魚能夠平游後餵食。

## 外部資料
- Fishbase
- 台灣魚類資料庫拉漢世界魚類系統名典 （页面存档备份，存于）
- 中華民國行政院農委會觀賞魚館 - 特殊餌料的培養與投餵準備 （页面存档备份，存于）